# Моисеев, Александр Иванович (баскетболист)
Александр Иванович Моисеев (28 мая 1927, Москва, СССР — 9 сентября 2003) — советский баскетболист. Мастер спорта СССР (1947). Заслуженный мастер спорта СССР (1953).

## Биография
Чемпион Европы 1947 года, 1951 года и 1953 года, серебряный призёр Олимпийских игр 1952.
Выступал за московские команды «Строитель» (1944—1948), ВВС МВО (1949—1952), ЦДСА и ЦСК МО (1953—1958). С 1954 по 1958 был капитаном ЦСК МО.
Чемпион СССР 1952. Семикратный серебряный (1948, 1951, 1953, 1954, 1955, 1956, 1958) и дважды бронзовый (1949, 1950) призер чемпионатов СССР.
Окончил военный факультет при ГДОИФК им. Лесгафта в 1961 году.
По окончании института служил в ГДР (1961—1962), затем работал заместителем начальника кафедры физического воспитания в Академии бронетанковых войск имени Р. Я. Малиновского (1962—1977).
Выйдя в отставку в 1977 году до 1990 года занимал должность заведующего учебной частью детско-юношеской спортивной школы в Москве.
Старшая сестра Тамара (в замужестве Чаусова) — баскетболистка, выступала за сборную СССР, заслуженный мастер спорта СССР. Дочь Тамары — Елена, также баскетболистка, заслуженный мастер спорта СССР.

## Источник
Баскетбол: Справочник / Авт.-сост. З. А. Генкин, Е. Р. Яхонтов. — М.: Физкультура и спорт, 1983. — 224 с.